# MF 77

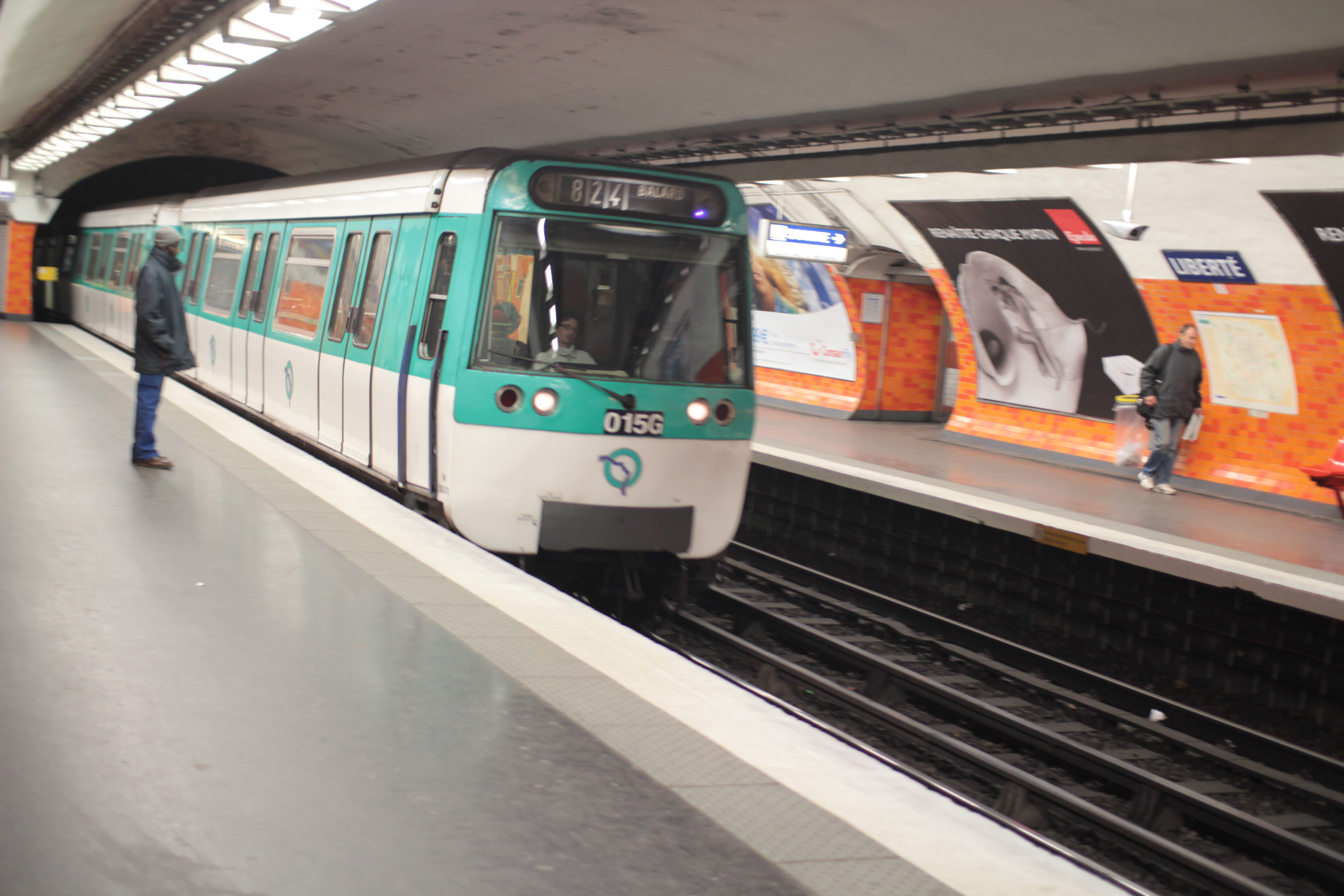
Un tren MF77 llegando a la estación Liberté hacia Balard, en la línea 8 del metro de París

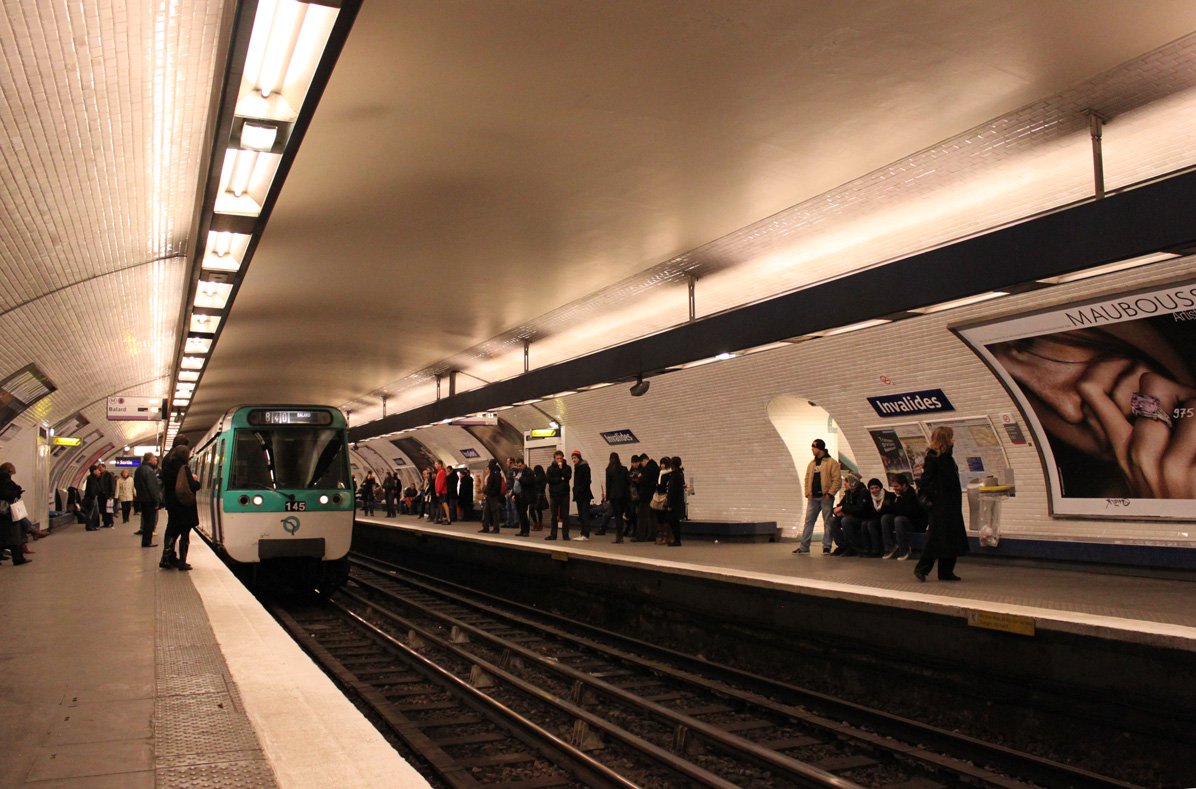
Un MF77 en la estación Invalides de la línea 8

El MF 77 (Matériel roulant sur Fer 1977) es un modelo de tren francés utilizado en el Metro de París. Los trenes fueron construidos por Alstom y entregados en el año 1978, cuando la RATP decidió reformar las líneas 7, 8, 13 para el uso de trenes con rodadura férrea, por lo que solo funciona en estas líneas.

## Historia
Las líneas 7, 8 y 13 del metro de París fueron convertidas a rodadura férrea debido a los tramos prolongados en que circulan al aire libre, en donde se producía mucho ruido y vibraciones al usar trenes de material férreo estándar.

## Características
Los MF 77 están limitados electrónicamente a 80 km/h, poseen una potencia de tracción servomotora de 720 v en lugar de 750 v. Tienen neumáticos radiales, cajas de alivio, y su parte frontal muy estilizada sobre todo al estilo MF 67 y algunos MF 88. También se varió la disposición de los asientos, buscando una mayor comodidad.